# Harpactea punica
Harpactea punica là một loài nhện trong họ Dysderidae.
Loài này thuộc chi Harpactea. Harpactea punica được miêu tả năm 1974 bởi Alicata.